# Рудня-Базарская
Рудня-Базарская (укр. Рудня-Базарська) — село на Украине, основано в 1619 году, находится в Народичском районе Житомирской области.
Код КОАТУУ — 1823780406. Население по переписи 2001 года составляет 74 человека. Почтовый индекс — 11452. Телефонный код — 4140. Занимает площадь 0,682 км².

## Адрес местного совета
11452, Житомирская область, Народичский р-н, с.Базар